# Новая Гвинея
Но́вая Гвине́я (индон. Pulau Irian, англ. New Guinea, ток-писин Niugini, хири-моту Niu Gini) — остров на западе Тихого океана, второй по величине в мире (после Гренландии). Отделён от Австралии Торресовым проливом. С юга омывается Арафурским и Коралловым морями. Климат экваториальный и субэкваториальный. Произрастают влажные тропические леса. Западная часть острова является территорией Индонезии, а восточную занимает государство Папуа — Новая Гвинея.
С точки зрения физической географии остров относится к Океании, однако с точки зрения политической и экономической географии его, как правило, относят к Азии.

## География
По направлению с северо-запада на юго-восток длина острова составляет около 2400 км, а с севера на юг в его самой широкой части — 650 км. Площадь острова составляет 786 000 км², что немного больше территории Турции, но в 2,75 раза меньше Гренландии.
Расположенный на западе Тихого океана, остров Новая Гвинея находится в 150 км к северу от Австралии (отделён от неё Торресовым проливом) и является её связующим звеном с Азией. С точки зрения физической географии обычно относится к Океании. С севера омывается Тихим океаном, с востока — морем Бисмарка и Соломоновым морем, с юга — Коралловым морем и Торресовым проливом и с юго-запада — Арафурским морем.
Новая Гвинея — крупнейший остров, разделённый между странами: его западная часть принадлежит Индонезии, а в восточной располагается основная территория Папуа — Новой Гвинеи. Принадлежащая Индонезии часть острова, которую в политико-географическом плане обычно относят к Азии, чуть больше — 420 000 км² против 365 000 км² восточной, папуасской. Административное деление индонезийской территории с конца XX столетия неоднократно пересматривалось в сторону дробления, и по состоянию на начало 2024 года она делится на шесть провинций: Центральное Папуа, Папуа-Пегунунган, Южное Папуа, Папуа и Западное Папуа и Юго-Западное Папуа. Протяжённость границы между двумя государствами составляет 824 км, она проходит строго с севера на юг по 141-му меридиану восточной долготы, затем по излучине реки Флай, затем по 141°01′10″ восточной долготы.
Вдоль всего острова с северо-запада на юго-восток тянется Центральный хребет Новой Гвинеи. Большая часть горных массивов острова являются его составляющими. Так, его западную часть в основном образует горный массив Маоке, самый высокий пик которого под именем Пунчак-Джая достигает 4884 м над уровнем моря. Это самая высокая в мире гора, расположенная на острове. В восточной части находятся горы Бисмарка, наивысшая точка которых — гора Вильгельм — насчитывает 4509 м. На склонах наиболее высоких гор располагаются ледники, часто встречаются потухшие вулканы и плодородные плоскогорья на высотах не менее 1490 м.
С севера от Центрального хребта располагается низменность, занятая речными долинами Мамберамо, Сепик, Раму и Маркем. На севере центральной части острова эти долины ограничивает ещё одна горная система высотой, как правило, не более 3500 м. На крайнем северо-западе острова расположены крупные полуострова — в основном низменный Бомберай и более возвышенный Доберай. Южнее Центрального хребта располагается обширная болотистая равнина, которую пересекают русла таких рек, как Флай, Биан, Дигул, Мапи, Пулау и Лоренц. На юго-востоке хребет Оуэн-Стэнли длиной 320 км образует ещё один полуостров, отделяющий Соломоново море на севере от Кораллового моря на юге.
Самой длинной рекой острова является Сепик (длина составляет 1125 км), другие крупные реки — Флай (1120 км), Мамберамо (700 км), Дигул (600 км). Крупнейшее озеро острова — Марри.

### Климат
Климат острова в основном тропический, со среднегодовыми дневными температурами между 30 °C и 32 °C в низменностях и не ниже 22 °C круглый год в горных областях. Примерно 7 месяцев в году дует юго-восточный пассат, годовой объём осадков на южных склонах Центрального хребта часто превышает 300 дюймов (7620 мм). В результате южная равнина Новой Гвинеи стала одним из самых влажных регионов мира, что препятствует её заселению человеком. В центральных горах годовой объём осадков колеблется от 100 дюймов (2540 мм) до 160 дюймов (4060 мм), в то время как Порт-Морсби на юго-восточном побережье получает только около 1000 мм осадков в год.

## Растительный и животный мир
Новая Гвинея — тропический остров, располагающий весьма большим разнообразием видов. На нём обитают 11 тысяч видов растений, 600 эндемиков птиц, свыше 400 видов земноводных, 455 видов бабочек и около ста известных видов млекопитающих.
Вдоль берегов острова Новая Гвинея протягивается широкая (местами до 35 км) полоса мангровой растительности. Эта топкая зона непроходима. Её можно пересечь только плывя по рекам. Вдоль рек растут заросли дикого сахарного тростника, а на заболоченных местах — рощи саговых пальм.
Густые влажные тропические леса, образованные сотнями видов деревьев, поднимаются по склонам гор. Однако теперь там есть также плантации и огороды. Растут кокосовые пальмы, бананы, сахарный тростник, дынное дерево, клубнеплоды — таро, ямс, батат, маниока и другие культуры. Огороды чередуются с лесами. Участки земли возделываются лишь 2—3 года, затем на 10—12 лет зарастают лесом. Таким образом восстанавливается плодородие.
Выше 1000—2000 м леса становятся более однообразными по составу, в них начинают преобладать хвойные породы, особенно араукарии. Эти деревья имеют хозяйственное значение: их древесина — ценный строительный материал. Однако доставка спиленного леса затруднена из-за малочисленности хороших дорог.
Высокогорья Новой Гвинеи покрыты кустарниками и лугами. В межгорных котловинах, где климат суше, распространена травянистая растительность, возникшая на месте лесов главным образом в результате пожаров.
Животный мир представлен пресмыкающимися, насекомыми и особенно многочисленными птицами. Для фауны млекопитающих, как и в соседней Австралии, характерны лишь представители сумчатых — бандикут (сумчатый барсук), валлаби (древесный кенгуру), кускус и др. В лесах и на побережье много змей, в том числе ядовитых, и ящериц. У морских берегов и в больших реках встречаются крокодилы и черепахи. Из птиц характерны казуары, райские птицы, венценосные голуби, попугаи, сорные куры. Европейцы завезли на остров домашних кур, собак и свиней. Одичавшие свиньи, а также крысы, полевые мыши и некоторые другие животные широко распространились по территории острова.

### «Эдемский сад»
В 2005 году группа американских исследователей обнаружила в тропических лесах горного района Новой Гвинеи место, названное ими «Эдемским садом».
Этот район площадью около 300 тысяч гектаров расположен на склонах гор Фоджа в западной части Новой Гвинеи и оказался изолирован от воздействия окружающего мира.
Учёные обнаружили в «Эдемском саду» более 20 неизвестных ранее видов лягушек, четыре новых вида бабочек, пять неизвестных науке видов пальм и множество других растений. Обнаружены несколько видов редчайших сумчатых — древесных кенгуру, а также шестипёрая «райская птица» Берлепша, ранее считавшаяся вымершей.
Многие животные обитатели нагорья — не боятся человека, в частности, редкая длинноклювая проехидна позволила учёным взять себя в руки.

## История

### Ранняя история
В глубокой древности Новая Гвинея была соединена с Австралией. Раздел произошёл в результате повышения всемирного уровня моря сравнительно недавно. Этим объясняется наличие на Новой Гвинее многочисленных живущих в Австралии видов сумчатых. Заселение человеком произошло как минимум 45 тысяч лет до н. э. из Азии. Впоследствии от переселенцев произошли более тысячи папуасско-меланезийских племён. Отсутствие крупных, пригодных к одомашниванию зверей на острове мешало развитию земледелия и делало невозможным скотоводство. Это способствовало сохранению первобытно-общинного строя на больших территориях Новой Гвинеи вплоть до сегодняшних дней. Разнообразие языков и множество племён было обусловлено изолированностью людей друг от друга в силу гористого ландшафта и отсутствия технических средств, способствующих общению и культурному обмену.
На территории Новой Гвинеи находится древнее земледельческое поселение Кука, показывающее изолированное развитие сельского хозяйства на протяжении 7−10 тысячелетий и входящее в Список Всемирного наследия ЮНЕСКО.

### Открытие европейцами
Задолго до открытия Новой Гвинеи европейцами здесь охотились за рабами и экзотическими птицами жители древних индонезийских государств. Уже в VIII веке владыки империи Шривиджая с острова Суматра дарили китайским императорам династии Тан пойманных на новогвинейских берегах чёрных невольников и множество попугаев. На барельефах крупнейшего яванского храма Боробудур (первая пол. IX века) можно видеть изображения таких «оранг папуа» — курчавых людей.
Первыми европейцами в Новой Гвинеи были испанские и португальские мореплаватели в начале XVI века. В 1526 году на северо-западном побережье острова высадился португалец дон Жоржи ди Менезиш, согласно легенде, он нарёк открытые им земли Ilhas dos Papuas — «острова Папуа», от малайского слова, означающего «курчавый»; по-видимому, имелись в виду жёсткие курчавые волосы меланезийских аборигенов.
Позднее, в 1545 году, мимо острова по пути с Молуккских островов в Мексику проследовал испанец Иньиго Ортис де Ретес и назвал его «Новая Гвинея», поскольку побережье напоминало ему берега африканской Гвинеи, которые он видел раньше. Возможно, он обратил внимание и на то, что Гвинея в Африке и вновь открытая им земля вблизи Австралии находились в противоположных точках на глобусе, и именно это обстоятельство побудило его дать новой земле такое название.
Португальский губернатор Молуккских островов Жоржи ди Менезиш назвал Новую Гвинею «Ильяш душ Папуаш» (Остров папуасов). Название Nueva Guinea можно найти уже на карте мира фламандского картографа Меркатора (1595). Испанец Луис Ваэс де Торрес, отправившись в 1606 году из Кальяо (Перу) и проплыв южнее огромного гористого острова, нашёл новый путь в далёкую страну пряностей, открыв Торресов пролив. Вскоре испанские купцы начали вывозить с Новой Гвинеи золото, серебро, кокосы, каучук и драгоценные породы деревьев.
Значительный вклад в исследование народов Новой Гвинеи внёс русский учёный и путешественник Н. Н. Миклухо-Маклай, работавший на острове в 70-х—80-х годах XIX века.

### Эпоха колониализма
В 1828 в качестве первой европейской державы Нидерланды приобрели западный полуостров Вогелькоп.
В 1870-х территория была исследована российскими учёными. В 1875 году учёный Н. Н. Миклухо-Маклай обратился с просьбой к правительству Российской империи, с предложением установить Российский протекторат над частью острова, которая поздней была названа в честь учёного Берегом Миклухо-Маклая, однако Александр II отклонил его предложение.
В 1880-е годы остальную часть острова разделили между собой Нидерланды, Великобритания и Германская империя. За Нидерландами осталась западная половина Новой Гвинеи, британцы приобрели юго-восток, немцы — северо-восток, который они назвали Землёй кайзера Вильгельма. В 1885 и в 1895 годах Великобритания и Германия, владевшие землями в восточной части Новой Гвинеи, признали власть Нидерландов над западной частью острова. Граница между голландской Новой Гвинеей и восточной её частью прошла по 141 градусу восточной долготы.
Британская часть была отдана Австралии в 1906, а немецкая после Первой мировой войны стала австралийским мандатом Лиги Наций.

### Вторая мировая война
Во время Второй мировой войны остров был оккупирован Японией. Отторгнутые зверствами японской военщины папуасы помогали силам союзников как могли, транспортируя снаряжение и раненых через весь остров. После войны ставшая в 1949 независимой Индонезия предъявила претензии на западную часть Новой Гвинеи, которая, однако, осталась под администрацией Нидерландов.

### Независимость
С 1957 Нидерланды и Австралия начали строить планы по предоставлению независимости объединённой Новой Гвинее, которую предполагалось объявить в 1970-х годах. В 1961 году в западной части были проведены выборы и создан парламент. Не желая таких политических изменений, Индонезия ввела свои войска в Западную Новую Гвинею и объявила о присоединении западной половины острова. После этого начались массовые депортации папуасского населения, на место которого завозились переселенцы с Явы. Предполагается, что в результате «этнической чистки» западной Новой Гвинеи до сегодняшнего дня погибло около 300 тысяч папуасов. В 1975 Австралия признала независимость нового государства Папуа-Новая Гвинея, расположенного в восточной части острова.